# Верхнесубашское сельское поселение
Верхнесубашское сельское поселение — муниципальное образование (сельское поселение) в составе Балтасинского района Республики Татарстан.
Административный центр — село Верхний Субаш.

## География
Сельское поселение находится в северной части Татарстана, в западной части Балтасинского района. В составе района сельское поселение является частью Предкамской экономической зоны, занимающей 16,3 % территории республики. Граничит с Ципьинским, Тюнтерским и Сосновским сельскими поселениями Балтасинского района, а также с Арским муниципальном районом и Республикой Марий Эл.
Площадь — 63,15 км² (6314,86 га).

## История
Верхнесубашское сельское поселение было образовано согласно Закону Республики Татарстан от 31 января 2005 года № 49-ЗРТ «Об установлении границ территорий и статусе муниципального образования „Балтасинский муниципальный район“ и муниципальных образований в его составе».

## Население
| 2010  | 2011  | 2012  | 2013  | 2014  | 2015  | 2016  |
| ----- | ----- | ----- | ----- | ----- | ----- | ----- |
| 1206  | ↘1205 | ↘1199 | ↘1198 | ↘1169 | ↘1165 | ↗1173 |
| 2017  | 2018  |       |       |       |       |       |
| ↘1155 | ↘1152 |       |       |       |       |       |

## Состав
В состав сельского поселения входят 5 населённых пунктов:
- село Верхний Субаш
- село Кушкетбаш
- деревня Каенсар
- деревня Нижний Субаш
- деревня Починок Сосна

## Экономика
Основу экономики составляют предприятия агропромышленного комплекса, предприятия специализирующиеся на производстве строительных материалов, а также предприятия пищевой промышленности.